# Pedro Nuno
Pedro Nuno Fernandes Ferreira, meglio noto come Pedro Nuno (Buarcos, 13 gennaio 1995), è un calciatore portoghese, centrocampista del Korona Kielce.

## Statistiche

### Presenze e reti nei club
Statistiche aggiornate al 11 gennaio 2022.
| Stagione          | Squadra           | Campionato        | Campionato | Campionato | Coppe nazionali | Coppe nazionali | Coppe nazionali | Coppe continentali | Coppe continentali | Coppe continentali | Altre coppe | Altre coppe | Altre coppe | Totale | Totale | Totale |
| Stagione          | Squadra           | Comp              | Pres       | Reti       | Comp            | Pres            | Reti            | Comp               | Pres               | Reti               | Comp        | Pres        | Reti        | Pres   | Reti   |        |
| ----------------- | ----------------- | ----------------- | ---------- | ---------- | --------------- | --------------- | --------------- | ------------------ | ------------------ | ------------------ | ----------- | ----------- | ----------- | ------ | ------ | ------ |
| 2014-2015         | Académica         | PL                | 3          | 1          | TdP+TdL         | 1+4             | 0               | -                  | -                  | -                  | -           | -           | -           | 8      | 1      |        |
| 2015-2016         | Académica         | PL                | 12         | 4          | TdP+TdL         | 0+0             | 0               | -                  | -                  | -                  | -           | -           | -           | 12     | 4      |        |
| ago.-nov. 2016    | Académica         | SL                | 9          | 0          | TdP+TdL         | 1+0             | 0               | -                  | -                  | -                  | -           | -           | -           | 10     | 0      |        |
| Totale Académica  | Totale Académica  | Totale Académica  | 24         | 4          |                 | 6               | 1               |                    | -                  | -                  |             | -           | -           | 30     | 5      |        |
| nov. 2016-2017    | Tondela           | PL                | 16         | 2          | TdP+TdL         | -               | -               | -                  | -                  | -                  | -           | -           | -           | 16     | 2      |        |
| 2017-2018         | Tondela           | PL                | 29         | 2          | TdP+TdL         | 1+1             | 1+0             | -                  | -                  | -                  | -           | -           | -           | 31     | 3      |        |
| Totale Tondela    | Totale Tondela    | Totale Tondela    | 45         | 4          |                 | 2               | 1               |                    | -                  | -                  |             | -           | -           | 47     | 5      |        |
| 2018-2019         | Moreirense        | PL                | 28         | 5          | TdP+TdL         | 2+1             | 0               | -                  | -                  | -                  | -           | -           | -           | 31     | 5      |        |
| 2019-2020         | Moreirense        | PL                | 28         | 2          | TdP+TdL         | 1+1             | 0               | -                  | -                  | -                  | -           | -           | -           | 30     | 2      |        |
| 2020-2021         | Moreirense        | PL                | 6          | 2          | TdP+TdL         | 1+0             | 1+0             | -                  | -                  | -                  | -           | -           | -           | 7      | 3      |        |
| Totale Moreirense | Totale Moreirense | Totale Moreirense | 62         | 9          |                 | 6               | 1               |                    | -                  | -                  |             | -           | -           | 68     | 10     |        |
| 2021-2022         | Belenenses        | PL                | 15         | 1          | TdP+TdL         | 3+0             | 3+0             | -                  | -                  | -                  | -           | -           | -           | 18     | 4      |        |
| Totale carriera   | Totale carriera   | Totale carriera   | 146        | 18         |                 | 17              | 6               |                    | -                  | -                  |             | -           | -           | 163    | 24     |        |